# Eric Malpass
Eric Lawson Malpass (ur. 14 listopada 1910 w Derby, zm. 16 października 1996 w Hampshire) – pisarz angielski.
Malpass pisał humorystyczne sielankowe powieści rozgrywające się na angielskiej wsi (szczególną popularność przyniósł mu cykl siedmiu powieści o rodzinie Pentecost), a także powieści historyczne osadzone w okresach od późnego średniowiecza do XIX wieku.

## Życiorys
Eric Malpass urodził się w Derby w Wielkiej Brytanii. Po ukończeniu edukacji w szkole średniej w Coventry podjął pracę jako urzędnik bankowy. Przepracował w Barclays Bank 39 lat, jednocześnie cały czas pisząc napędzany ambicjami literackimi. W roku 1947 nawiązał współpracę z BBC jako autor słuchowisk. Po sukcesie swojej drugiej powieści Od siódmej rano w 1965 zajął się pisarstwem na pełny etat.
W 1955 Malpass otrzymał nagrodę angielskiego tygodnika The Observer za najlepsze opowiadanie. Jego pierwsza powieść (Beefy Jones, 1957) zdobyła włoską nagrodę Palma d'Oro za najlepszą humorystyczną powieść roku. Powieść Od siódmej rano została przetłumaczona na 15 języków i doczekała się ponad 60 wydań na całym świecie; szczególną popularnością cieszyła się w Niemczech, gdzie przez 3 lata nie schodziła z listy bestsellerów tygodnika Der Spiegel.
Autor przez ponad 40 lat był prezesem stowarzyszeń literackich Nottingham Writers' Club oraz Derby Writers' Guild.
Podczas wojny służył w RAF-ie w Egipcie. Miał jednego syna. Mieszkał w Long Eaton. Zmarł w wieku 86 lat w Hampshire.

## Filmografia
Sfilmowane zostały trzy powieści Malpassa:
- Od siódmej rano – 1968, Niemcy, film Morgens um Sieben ist die Welt noch in Ordnung
- Gdy księżyc w pełni – 1969, Niemcy, film Wenn süß das Mondlicht auf den Hügeln schläft
- Kochana córeczka – 1974, Niemcy, film Als Mutter streikte
- Od siódmej rano – 1974, Francja, serial Mon ami Gaylord